# Peralejos de Abajo
Peralejos de Abajo é um município da Espanha na província de Salamanca, comunidade autónoma de Castela e Leão, de área 19,68 km² com população de 194 habitantes (2007) e densidade populacional de 9,43 hab/km².

## Demografia
| Variação demográfica do município entre 1991 e 2004 | Variação demográfica do município entre 1991 e 2004 | Variação demográfica do município entre 1991 e 2004 | Variação demográfica do município entre 1991 e 2004 |
| --------------------------------------------------- | --------------------------------------------------- | --------------------------------------------------- | --------------------------------------------------- |
| 1991                                                | 1996                                                | 2001                                                | 2004                                                |
| 252                                                 | 214                                                 | 189                                                 | 185                                                 |